# Richterova ljestvica
Richterova ljestvica ili magnitudna ljestvica (ML) definirana je jednim brojem kojim se označava sezmička energija proizišla iz potresa. Ljestvica se procjenjuje prema logaritamskom zapisu najveće amplitude zapisane za specifičnom uređaju koji se zove Wood-Andersonov seizmograf. Omjeri jačine potresa nisu usporedni s brojčanim iznosom Richterove ljestvice, tako npr. potres jakosti 4,0 prema Richterovoj ljestvici ima 100 puta veću amplitudu i 1000 puta veću energiju od potresa koji iznosi 2,0. Učinkovita granica mjerenja za lokalne magnitude ML je oko 6,8. Ljestvicu je 1935. godine definirao američki seizmolog Charles F. Richter.

## Ljestvica
| Richterove magnitude | Opis potresa | Učinci djelovanja potresa                                                                           | Učestalost pojave             |
| -------------------- | ------------ | --------------------------------------------------------------------------------------------------- | ----------------------------- |
| Ispod 2,0            | Mikro        | Mikropotresi, ne osjećaju se.                                                                       | Oko 8.000 po danu             |
| 2,0 – 2,9            | Manji        | Općenito se ne osjete, ali bilježe ih seizmografi.                                                  | Oko 1.000 po danu             |
| 3,0 – 3,9            | Manji        | Često se osjete, no rijetko uzrokuju štetu.                                                         | 49.000 godišnje (procjena)    |
| 4,0 – 4,9            | Lagani       | Osjetna drmanja pokućanstva, zvukovi trešnje. Značajnija oštećenja rijetka.                         | 6.200 godišnje (procjena)     |
| 5,0 – 5,9            | Umjereni     | Uzrokuje štetu na slabijim građevinama u ruralnim regijama, moguća manja šteta kod modernih zgrada. | 800 godišnje                  |
| 6,0 – 6,9            | Jaki         | Može izazvati štete u naseljenim područjima 160 km od epicentra.                                    | 120 godišnje                  |
| 7,0 – 7,9            | Veliki       | Uzrokuje ozbiljnu štetu na velikom području.                                                        | 18 godišnje                   |
| 8,0 – 8,9            | Razarajući   | Može prouzrokovati golemu štetu i po tisuću kilometara od epicetra.                                 | 1 godišnje                    |
| 9,0 – 9,9            | Razarajući   | Katastrofalni potres koji uništava većinu objekata u krugu od nekoliko tisuća kilometara.           | 1 u 20 godina                 |
| 10,0+                | Epski        | Nikada nisu zabilježeni.                                                                            | Ekstremno rijetki (nepoznati) |

## Zanimljivosti
Odnosi magnitude Richterove ljestvice i energije koju proizvode ljudske eksplozije:
- 1,0 = 32 kg TNT-a
- 2,0 = 1000 kg TNT-a (ekvivalent najsnažnijim konvencijalnim bombama iz Drugog svjetskog rata)
- 3,0 = MOAB (najsnažnije američko konvencijalno oružje, tzv. „Majka svih bombi“)
- 4,0 = manje nuklearno oružje.
- 5,0 = približno atomskoj bombi bačenoj na Nagasaki.
- 6,0 = 1.000.000 tona TNT-a (jedna megatona)
- 7,0 = 50 megatona (ekvivalent sovjetskoj Car-bombi)

## Poveznice
- Potres
- Litosferne ploče
- Seizmologija
- Mercallijeva ljestvica

## Vanjske poveznice
- IRIS - trenutno sezmičko mjerenje Zemlje
- USGS: magnituda i intezitet (usporedba)  Arhivirana inačica izvorne stranice od 14. svibnja 2009. (Wayback Machine)
- USGS: magnituda potresa  Arhivirana inačica izvorne stranice od 23. lipnja 2011. (Wayback Machine)
- USGS: 2000.-2006. Potresi diljem svijeta  Arhivirana inačica izvorne stranice od 12. kolovoza 2006. (Wayback Machine)
- USGS: 1990.-1999. Potresi diljem svijeta  Arhivirana inačica izvorne stranice od 30. kolovoza 2009. (Wayback Machine)